# Hattie Briggs
Hattie Donaldson-Briggs (geboren in 1909) was een schaatsster uit Canada. 

## Resultaten

### Wereldkampioenschappen
| Jaar | Jaar     | Plaats    | Resultaten  | Resultaten                              |
| ---- | -------- | --------- | ----------- | --------------------------------------- |
| 1936 | Allround | Stockholm | 6e Allround | 7e 500 m 10e 1000 m 7e 1500 m 7e 3000 m |

## Persoonlijke records
| Afstand    | Tijd     | Datum           | Baan      |
| ---------- | -------- | --------------- | --------- |
| 500 meter  | 52,70    | 4 februari 1936 | Uppsala   |
| 1000 meter | 2.01,40  | 1 februari 1936 | Stockholm |
| 1500 meter | 2.56,60  | 4 februari 1936 | Uppsala   |
| 3000 meter | 6.33,70  | 1 februari 1936 | Stockholm |
| 5000 meter | 10.56,80 | 1 februari 1936 | Stockholm |